# Ли, Надежда
Надежда Ли (1920 год, село Маркузовка, Дальневосточная республика — 1951 год, Каратальский район, Талды-Курганская область, Казахская ССР) — колхозница, звеньевая полеводческого звена колхоза «МОПР» Каратальского района Талды-Курганской области, Казахская ССР. Герой Социалистического Труда (1948).

## Биография
Родилась в 1920 году в селе Маркузовка Дальневосточной республики.
Окончила 6 классов неполной средней школы. До 1937 года проживала в одном из населённых пунктов Шмаковского района. После депортации корейцев с Дальнего Востока была на спецпоселении в Талды-Курганской области Казахской ССР. С 1938 года работала в колхозе имени МОПРа Каратальского района Талды-Курганского области. В 1945 году была назначена звеньевой полеводческого звена.
В 1947 году полеводческое звено Надежды Ли собрало по 30 центнеров пшеницы с каждого гектара на участке площадью 9 гектаров. Указом Президиума Верховного Совета СССР от 28 марта 1948 года удостоен звания Героя Социалистического Труда с вручением ордена Ленина и золотой медали «Серп и Молот».
В 1951 году погибла в результате отравления выданной в качестве премии опылённой химикатами пшеницы.

## Награды
- Герой Социалистического Труда — Указом Президиума Верховного Совета от 28 марта 1948 года.
- Орден Ленина (1976);

## Источник
- Герои Социалистического труда по полеводству Казахской ССР. — Алма-Ата, 1950. — 412 с.